# Een gouden schat

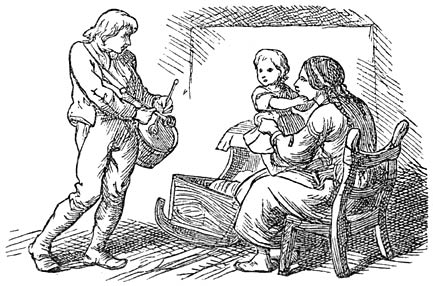
De gouden schat

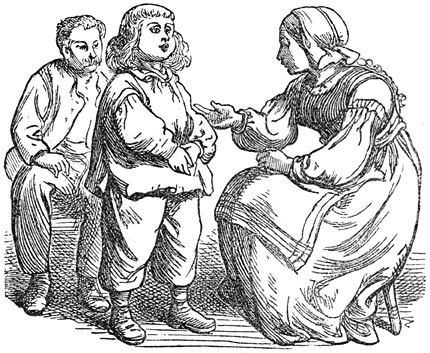
De gouden schat

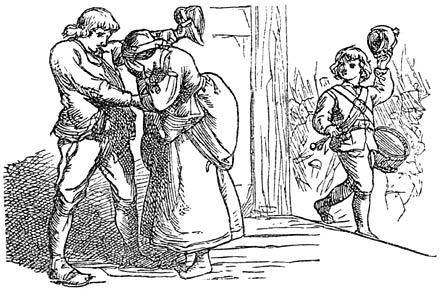
De gouden schat

Een gouden schat is een sprookje van Hans Christian Andersen, het verscheen in 1865.

## Het verhaal
De vrouw van de tamboer loopt de kerk binnen en ziet het nieuwe altaar met engelen in houtsnijwerk. Ze kijkt in de rode zon en denkt aan haar kind dat door de ooievaar gebracht zal worden. Als het kind ter wereld gekomen is, slaat de tamboer een roffel. Het kind heeft rood haar. De jongen wordt gedoopt en wordt door iedereen Peter-met-het-rode-haar genoemd, maar moeder noemt de jongen haar gouden schat. In de holle weg hebben voorbijgangers hun naam gekrast en vader krast er zijn naam en die van zijn zoon. De naam van het zoontje blijft anderhalf jaar staan, niet zo lang als de onsterfelijke namen op de tempelmuren in Hindoestan. De jongen wordt vuurkat genoemd en geplaagd, maar hij kan zich verweren. De zoon van een koninklijk lakei is stadsmuzikant en mag Peter graag. Hij leert hem vioolspelen, maar Peter wil soldaat worden als hij groot is. 
De vader van Peter wil dat hij generaal worden zal, maar zijn moeder huivert bij de gedachte aan oorlog. Als de soldaten langskomen, gaat de zoon van de tamboer mee. De stadsmuzikant blijft en Peter lacht hem uit. De tamboer heeft een goed humeur en de groep komt bij het front. Velen sneuvelen en de kleine tamboer kijkt naar de regimentshond. De soldaten gehoorzamen het trommelvel en levens en ledematen gaan verloren. Als de soldaten thuiskomen in de droom van de tamboer, draagt Peter een zilveren ster op zijn borst. Moeder ziet hem in wit gewaad tussen de engelen en hij knikt haar toe. De vrouw wordt wakker, begint te huilen en bidt het Onzevader. Een regenboog verheft zich boven het slagveld en het volksgeloof zegt dat er een gouden schat begraven ligt waar de regenboog de grond raakt. 
Ook in het slagveld ligt een gouden schat en de kleine tamboer blijkt ongedeerd. Moeder sluit de jongen in haar armen en vader slaat een roffel op de oude brandtrommel. Peter is een rasmuzikant en leert in een half jaar waar de zoon van de koninklijk lakei zijn leven lang over deed. Lotte van de burgemeester treft Peter recht in zijn hart. Hij kust haar en vertelt thuis over de wijde wereld en zijn wens beroemd te zijn. De moeder van Peter hoort op de markt dat Lotte zich heeft verloofd met de zoon van de staatsraad. Peter huilt en speelt later voor koningen en keizers. Hij stuurt Lotte geld wanneer ze weduwe geworden is. Moeder is trots, haar zoon heeft een ridderkruis gekregen voor zijn muziek. Als hij speelt lijkt het alsof elfen van een zomernacht over de snaren dansen. Als de zoon bij zijn moeder komt, slaat hij een vreugderoffel op de trom en deze barst.

## Afbeeldingen

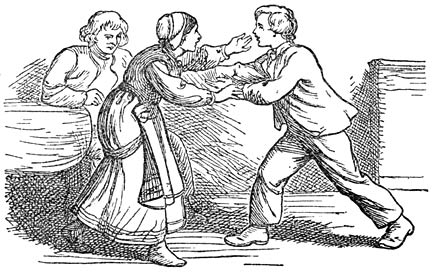
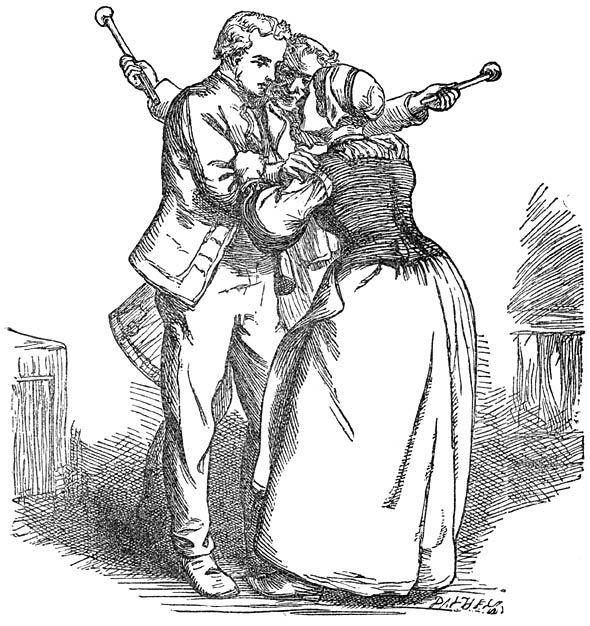
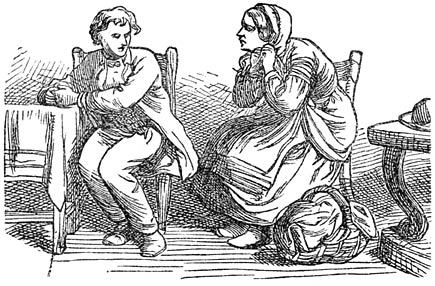
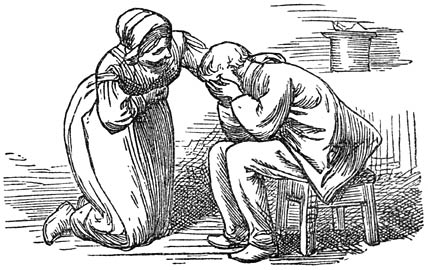